# Schwarzenberg am Böhmerwald

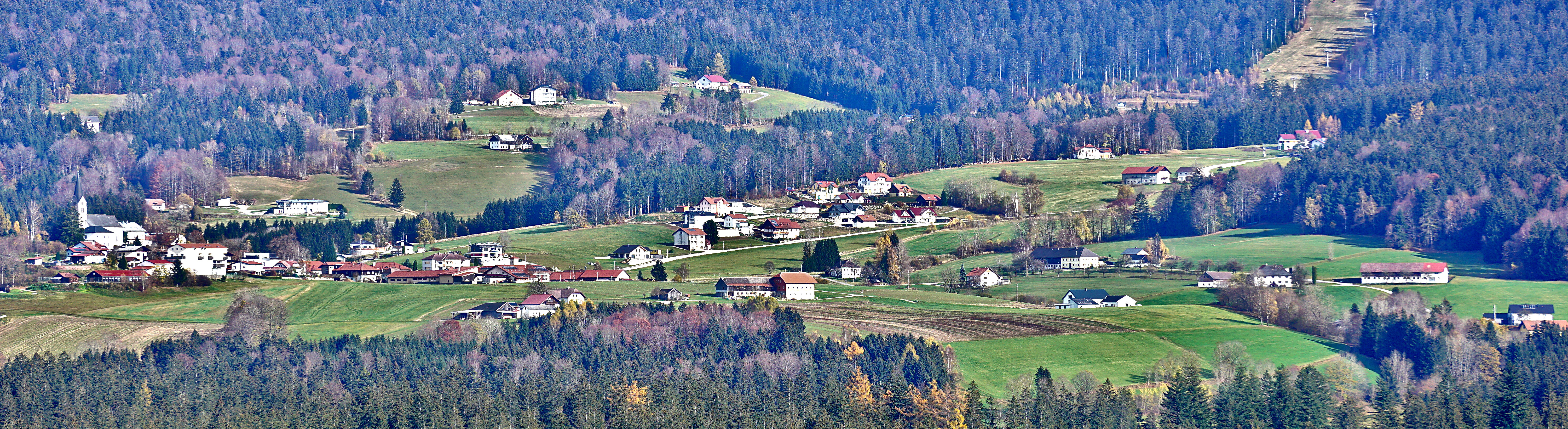
Schwarzenberg am Böhmerwald von Breitenberg aus gesehen

Schwarzenberg am Böhmerwald ist eine Gemeinde in Oberösterreich im Bezirk Rohrbach im oberen Mühlviertel mit 582 Einwohnern (Stand 1. Jänner 2024). Die Gemeinde liegt im Gerichtsbezirk Rohrbach.

## Geografie
Die im oberen Mühlviertel liegende Gemeinde befindet sich im südlichen Böhmerwald auf 756 m Höhe. Ihre Ausdehnung beträgt von Nord nach Süd 6,9 km, von West nach Ost 8,2 km. Die Gesamtfläche beträgt 27,4 km², von denen 71,2 % bewaldet sind und 26,3 % der Fläche landwirtschaftlich genutzt werden. Zu den Bergen im Gemeindegebiet gehören der Plöckenstein (1379 m ü. A.), der Zwieselberg (1163 m ü. A.) und der Einsiedelberg (691 m ü. A.). Schwarzenberg am Böhmerwald ist die nördlichste Gemeinde Oberösterreichs und grenzt beim Plöckenstein an Bayern und Tschechien.

### Gemeindegliederung
Das Gemeindegebiet umfasst folgende Ortschaften (in Klammern Einwohnerzahl Stand 1. Jänner 2024):
- Hinteranger (127)
- Holzschlag (0)
- Schwarzenberg am Böhmerwald (455)

Der Ortskern selbst ist in folgende Ortsteile gegliedert:
West-Schwarzenberg, Reindlmühle, Unterschwarzenberg, Geiszeile, Waldkapelle und der Ortskern selbst.

### Nachbargemeinden
| Pleckensteiner Wald, gemeindefreies Gebiet in Bayern | Nová Pec (Tschechien)                       |                              |
| Neureichenau (Landkreis Freyung-Grafenau)            | Kompassrose, die auf Nachbargemeinden zeigt | Klaffer (Oberösterreich)     |
|                                                      | Breitenberg (Landkreis Passau)              | Ulrichsberg (Oberösterreich) |

## Geschichte
1571: wird im Schlägler Wiesenurbar zweimal der Flurname 'Schwarzenberg' genannt; zwei Klaffecker Bauern haben Waldwiesen zu Lehen: die eine 'im schwarzenperg', die andere 'aufm schwarznperg' gelegen – wahrscheinlich ist damit der dunkle Bergrücken des Steingupfes (im Volksmund 'Teufelsschüssel') gemeint
1719: findet auch die Trennung des „Gerichtes Schwarzenberg“ vom „Gericht Klaffer“ statt – damit beginnt das eigenständige Leben der Gemeinde Schwarzenberg
1784: wird durch das Patent Kaiser Josephs Il. Schwarzenberg zur Pfarre erhoben; es beginnt der Bau der vorerst turmlosen Kirche und der ebenerdigen Volksschul- und Pfarrhofgebäude; Beginn der Pfarrmatriken Schwarzenberg.
Ursprünglich zum Herzogtum Bayern gehörig, dann unter der Lehnshoheit der Passauer Bischöfe, später zum Land ob der Enns angeschlossen und gehört seit 1814 endgültig zu Oberösterreich.
1937: nimmt das neuerbaute 'Fronthaus' öffentliche Einrichtungen wie Gemeindeamt, Postamt, Raiffeisenkasse und Gendarmerie auf; die erste Ortswasserleitung wird installiert.
Nach dem „Anschluss Österreichs“ an das Deutsche Reich am 13. März 1938 gehörte der Ort bis 1945 zum Gau Oberdonau.
1945: zählt man in der Gemeinde 49 gefallene und vermisste Soldaten, die aus dem Zweiten Weltkrieg nicht mehr zurückkehrten; Grenzschließung nach dem Norden (Nachbargemeinde Neuofen) und Vertreibung der deutschsprachigen Bevölkerung jenseits der Grenze; Einmarsch der Amerikaner; Ende Juli 1945 trifft die russische Besatzungsmacht ein, die erst im August 1955 das Feld wieder räumt und dadurch den Österreichern die Freiheit und Neutralität ermöglicht.

## Bevölkerung

### Bevölkerungsstruktur
Mit Stichtag 31. Dezember 2023 lebten gesamt 795 Personen in Schwarzenberg, davon 583 mit Hauptwohnsitz. Die Gemeinde verfügt gesamt über 337 Haushalte. 2014 lebten in der Gemeinde Schwarzenberg 627 Menschen, womit Schwarzenberg die zehntkleinste der 42 Gemeinden des Bezirks war. Bezogen auf die Bevölkerungsdichte wies die Gemeinde mit 23 Einwohner pro km² die geringste Besiedelungsdichte im Bezirksgebiet auf. 2001 waren 90,3 Prozent der Bevölkerung österreichische Staatsbürger (Oberösterreich 92,8 Prozent, Bezirk Rohrbach 96,9 Prozent), bis zum Jahresbeginn 2013 sank der Wert leicht auf 89,3 Prozent (Oberösterreich 91,1 Prozent, Bezirk Rohrbach 96,9 Prozent) an. Insgesamt wurden 2013 in der Gemeinde 67 Ausländer gezählt, die fast ausschließlich aus den EU-Ländern stammten. Auch die 103 nicht in Österreich geborenen Gemeindebürger hatte ihr Geburtsland fast ausschließlich in einem Staat der EU. Zur römisch-katholischen Kirche bekannten sich 2001 94,1 Prozent der Einwohner (Oberösterreich: 79,4 Prozent), 3,2 Prozent waren ohne Bekenntnis und 2,2 Prozent evangelisch.
Der Altersdurchschnitt der Gemeindebevölkerung lag 2001 über dem Landesdurchschnitt. 17,2 Prozent der Einwohner von Schwarzenberg waren jünger als 15 Jahre (Oberösterreich: 18,8 Prozent), 56,3 Prozent zwischen 15 und 59 Jahre alt (Oberösterreich: 61,6 Prozent). Der Anteil der Einwohner über 59 Jahre lag mit 26,6 Prozent deutlich über dem Landesdurchschnitt von 20,2 Prozent. Der Altersdurchschnitt der Bevölkerung von Schwarzenberg veränderte sich in der Folge in allen Segmenten. Der Anteil der unter 15-jährigen sank per 1. Jänner 2013 auf 11,9 Prozent, während sich der Anteil der Menschen zwischen 15 und 59 Jahren auf 64,4 Prozent deutlich erhöhte. Der Anteil der über 59-jährigen sank leicht auf 23,7 Prozent. Nach dem Familienstand waren 2001 42,1 Prozent der Einwohner von Schwarzenberg ledig, 47,0 Prozent verheiratet, 7,5 Prozent verwitwet und 3,3 Prozent geschieden.

### Bevölkerungsentwicklung
Das heutige Gemeindegebiet von Schwarzenberg am Böhmerwald erlebte seit dem späten 19. Jahrhundert verglichen mit dem Bundesland Oberösterreich und dem Bezirk Rohrbach eine stark unterdurchschnittliche Bevölkerungsentwicklung. Verdoppelte sich die Einwohnerzahl von 1869 bis 2013 in Oberösterreich nahezu bzw. blieb im Bezirk Rohrbach praktisch gleich, so schrumpfte die Einwohnerzahl von Schwarzenberg in diesem Zeitraum fast um die Hälfte. Bereits zwischen 1890 und 1934 war die Bevölkerungszahl der Gemeinde um fast ein Viertel von rund 1100 auf 850 Einwohner zurückgegangen. Danach stagnierte die Einwohnerzahl bis 1951 und ging danach bis heute um fast ein weiteres Viertel zurück. 2014 wurde schließlich der bisher niedrigste Bevölkerungsstand gemessen. Grund für den Bevölkerungsrückgang ist seit jeher die Abwanderung. Konnte diese in den 1970er Jahren gestoppt werden und eine leichte Zuwanderung verzeichnet werden, so weist Schwarzenberg seit den 1980er Jahren eine stark gestiegene Abwanderung auf. Diese Abwanderung konnte auch durch den leichten Geburtenüberschuss nicht ausgeglichen werden. Nach der Jahrtausendwende kippte darüber hinaus auch die Geburtenbilanz ins Negative.

## Kultur und Sehenswürdigkeiten

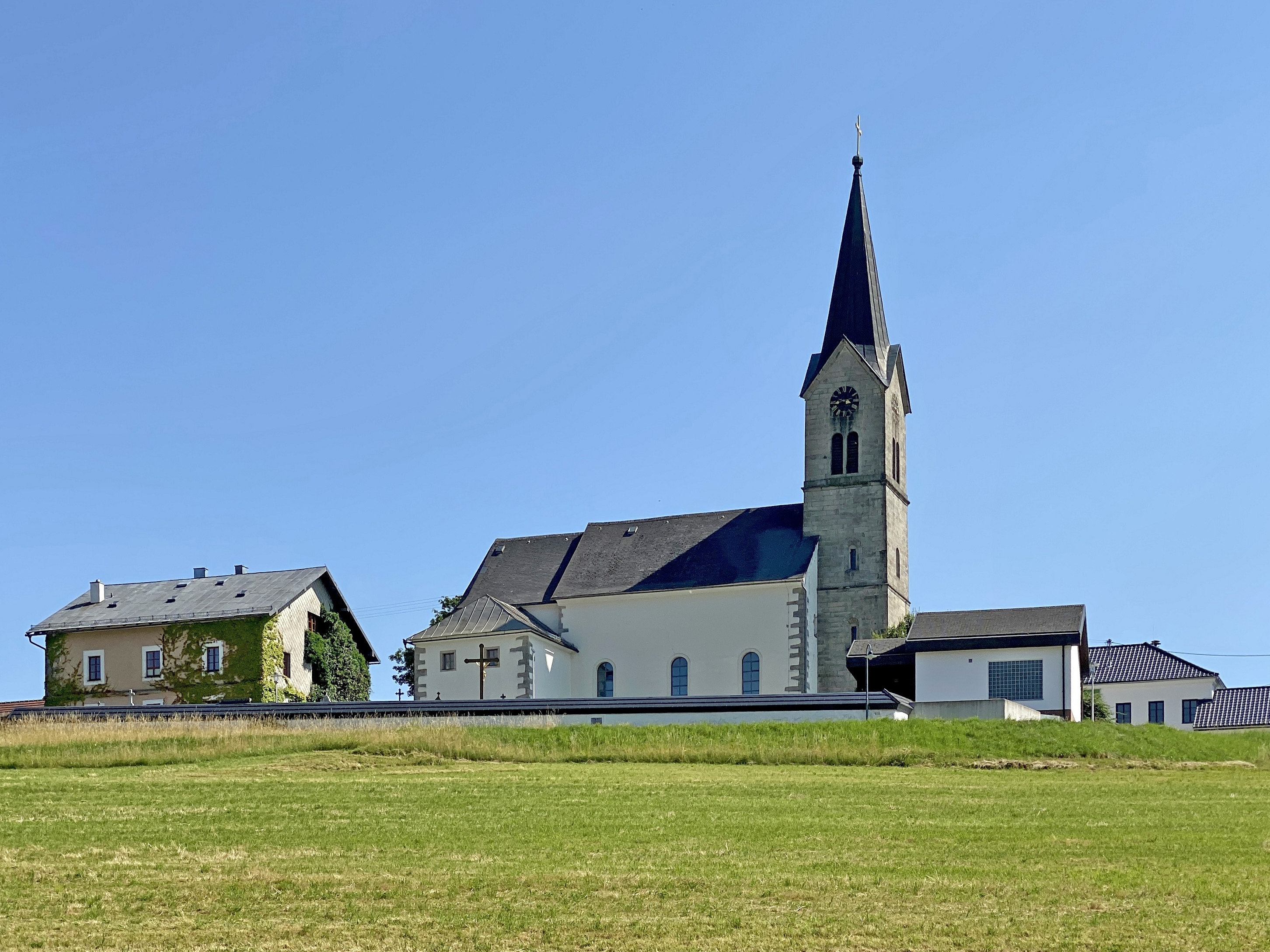
Katholische Pfarrkirche

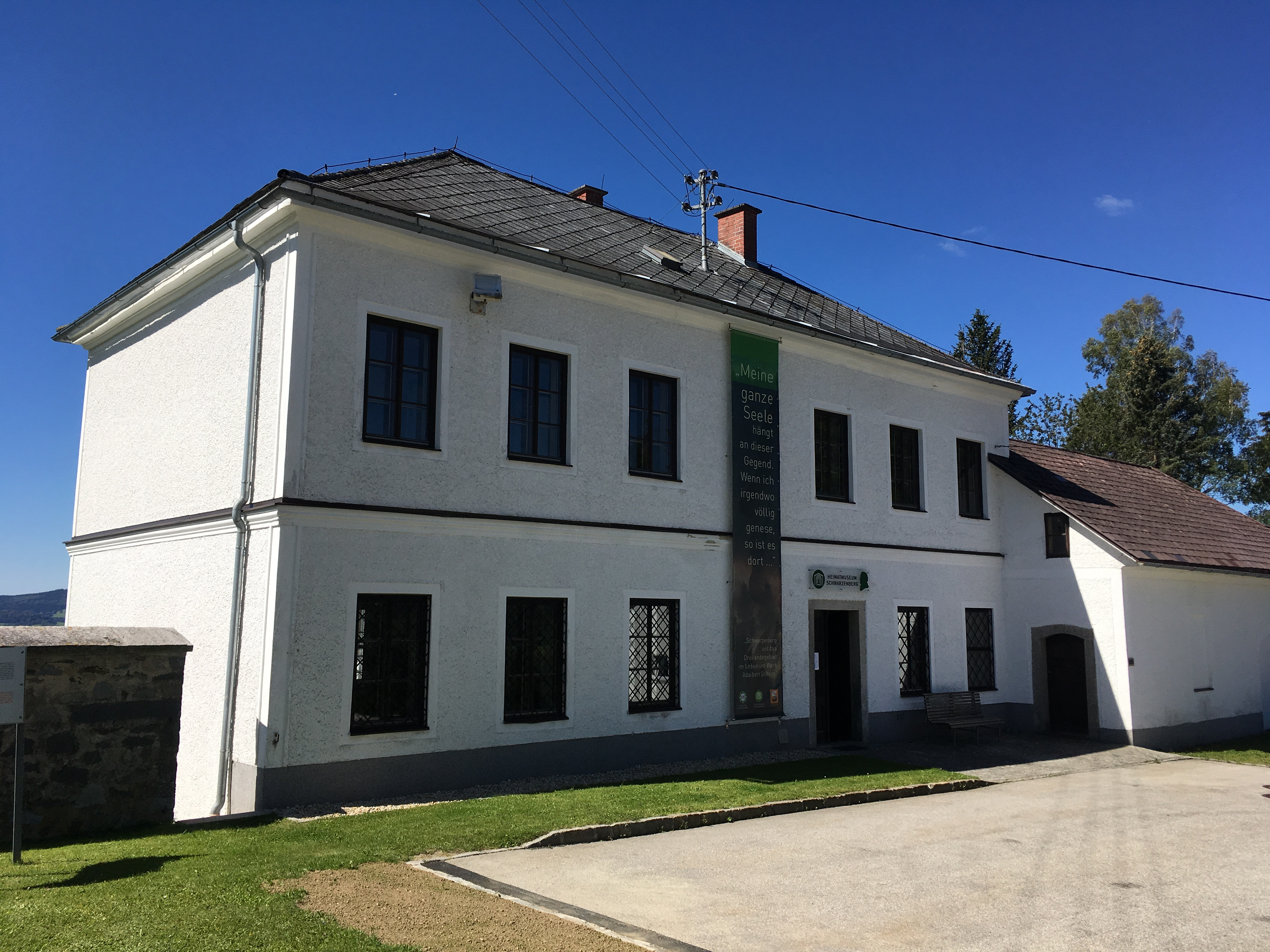
Heimat- und Stiftermuseum

- Katholische Pfarrkirche Schwarzenberg am Böhmerwald hl. Johannes Nepomuk
- Kriegerdenkmal beim Friedhof
- Waldkapelle
- Rothmühlkapelle
- Heimat- und Stiftermuseum (Kirchenberg 8): Das Museum ist seit 1992 in der historischen Volksschule des Ortes untergebracht und beherbergt Exponate zum traditionellen Bauernhandwerk, maßstabsgetreue Modelle von ortstypischen Häusern und Höfen und Interessantes zur Schwarzenberger Glasgeschichte. Seit 2005 ist das Obergeschoß dem Landesdichter Adalbert Stifter gewidmet, der mehrere Bezüge zu Schwarzenberg hat. Die Adalbert Stifter Ausstellung bietet einen beeindruckenden Überblick über dessen Leben, sein literarisches und bildnerisches Stifters Wirken als Pädagoge und Schulinspektor. Im Nebengebäude verbirgt sich mit dem Hl. Grab ein kultureller Schatz aus der Mitte des 19. Jahrhunderts, der gerade in der Oster- und Weihnachtszeit einen besonderen Reiz ausübt. Seit seiner Gründung wurde das Museum vom Kulturring Schwarzenberg betreut, der 2018 allerdings seine Auflösung bekanntgab und seither als Tourismus- und Kulturverein Schwarzenberg weitergeführt wird.
  - Stifters Geburtshaus in Oberplan ist nur etwa 20 km von Schwarzenberg entfernt.
  - Auf der Durchreise zu seinen Kuraufenthalten in Lackenhäuser machte Stifter zwischen 1855 und 1866 gerne Station im Gasthaus des Ortes.
  - Während Stifters Amtszeit wurde das alte Schulgebäude aufgestockt. Wie eine Schautafel im Museum zeigt, war die Schule von Schwarzenberg eine von rund 100 Schulen, die unter Adalbert Stifters Leitung neu errichtet, erweitert oder durch Adaption bestehender Gebäude eingerichtet wurden. Eine besondere Attraktion im Anbau an das Heimathaus ist das Heiligen Grab mit seinen hunderten von Schmalzlichtern, die, hinter einer Kette von Glaskugeln angezündet, im abgedunkelten Kirchenraum eine „eigenartige und reizvolle Stimmung erzeugten“. Jede Glaskugel fasst einen halben Liter rot, blau, gelb oder violett gefärbtes Wasser, das durch die Spiegelung der Lichter jede Kugel in ihrer ganzen Farbenpracht erstrahlen lässt.
- Ölpresse: Seit der Restaurierung der Ölpresse (Stifterstr. 15) wird diese wieder ihrem Zweck entsprechend zum Pressen von Leinöl für Schauzwecke verwendet. Der Tourismus- und Kulturverein Schwarzenberg zeigt interessierten Besuchern, wie früher Leinöl händisch gepresst wurde.
- Skulpturenpark und die „Kunst des Urlaubs“: Von 1992 bis 1997 fand in Schwarzenberg das internationale Holzbildhauersymposium „Grenzgänger“[7] statt, das vom Land OÖ. (Büro für kulturelle Auslandsbeziehungen) unter der Federführung von Aldemar Schiffkorn organisiert wurde. Aus dieser Zeit resultierten etliche Skulpturen, die im Ortsgebiet von Schwarzenberg aufgestellt wurden und einen Skulpturenpark bildeten. Ab 1998 organisierte die Gemeinde Schwarzenberg eigenständig ein darauf aufbauenders Kunst- und Kulturprogramm, das in Kooperation mit dem Institut für Kulturwirtschaft der Universität Linz organisiert wurde und unter dem Label „Kunst des Urlaubs“ firmierte[8]. Es gab Bildhauer-Symposien mit „artists in residence“ und verschiedenen Angeboten an Kunstaktivitäten und workshops. Das Programm fand dreimal (1998–2000) statt, bis es aufgrund der mangelnden touristischen Nachfrage und der Einstellung der Subvention durch das Land OÖ. 2001 eingestellt wurde. Immerhin gewann das Konzept 1998 den Maecenas-Preis für Kultursponsoring und 2000 den österr. Gemeinde-Innovationspreis.

### Regelmäßige Großveranstaltungen
Das sogenannte „Budlhaumfest“ in Oberschwarzenberg ist ein Zeltfest, das auf dem großen Areal des Gasthauses Dreiländereck stattfindet. Jedes Jahr im Juli wird dieses große Fest ausgetragen und ist, bedingt durch die Grenzlage, auch bei den Deutschen Nachbarn sehr beliebt. Alljährlich finden beim Open Air ca. 1.000 Besucher Platz. Alle zwei Jahre im August verwandelt die Freiwillige Feuerwehr Schwarzenberg das Festgelände um das Feuerwehrzeughaus in eine Wild West Stadt und lädt zum „Country-Fest“ mit namhaften Bands und Line Dance Gruppen von Nah und Fern.

## Wirtschaft und Infrastruktur

### Arbeitsstätten und Beschäftigte
Schwarzenberg beherbergte 2011 48 Arbeitsstätten mit 87 Beschäftigten, wobei sich kein Betrieb mit 20 oder mehr Beschäftigten darunter befand. Wichtigste Branche war die Land- und Forstwirtschaft mit 20 Arbeitsstätten und ebenso vielen Beschäftigten. Dahinter folgte die Beherbergung und Gastronomie mit vier Betrieben und 15 Beschäftigten sowie der Handel mit sechs Arbeitsstätten und acht Beschäftigten. Von den in Schwarzenberg am Böhmerwald 2011 lebenden 302 Erwerbspersonen waren nur 1,3 Prozent arbeitslos. Von den 294 Erwerbstätigen waren 62 in der Sachgütererzeugung (21 Prozent), 53 im Bauwesen (18 Prozent) und 36 im Handel (12 Prozent) beschäftigt. Weitere wichtige Branchen waren die öffentliche Verwaltung mit neun Prozent sowie die Land- und Forstwirtschaft bzw. die Beherbergung und Gastronomie mit je sieben Prozent. Von den 289 Erwerbstätigen aus Schwarzenberg (ohne temporär von der Arbeit abwesende Personen erwerbstätigen Einwohnern) gingen 2011 nur 63 Personen in Schwarzenberg ihrer Beschäftigung nach. 226 bzw. 78 Prozent mussten zur Arbeit auspendeln. Von den Auspendlern hatten 52 Prozent ihre Arbeitsstätte im Bezirk Rohrbach und weitere 37 Prozent im übrigen Oberösterreich. Wichtigste Auspendlergemeinden waren dabei Linz, Ulrichsberg und Rohrbach. Im Gegenzug pendelten nur acht Menschen nach Schwarzenberg ein.

### Land- und Forstwirtschaft

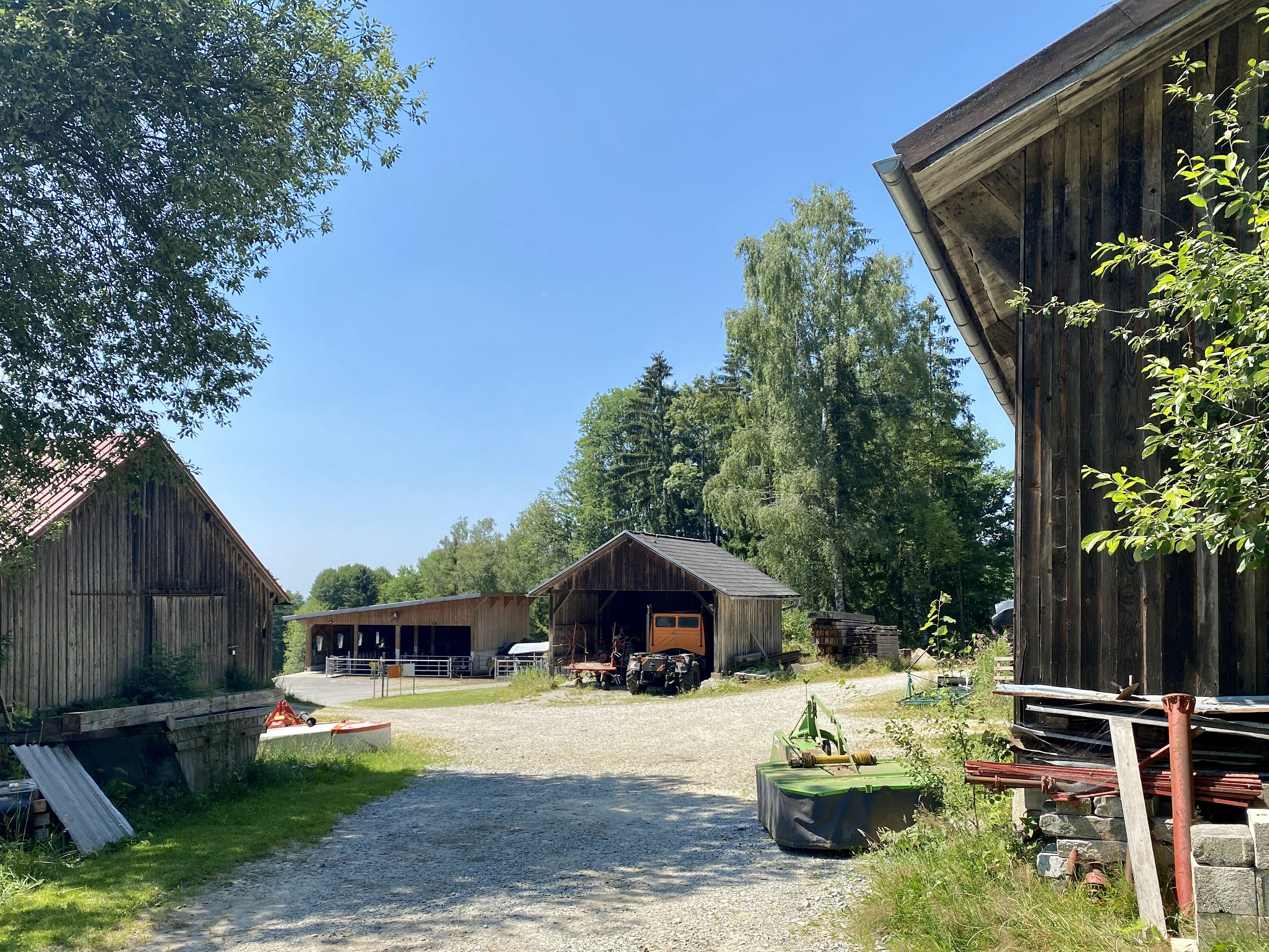
Nebengebäude des Einzelhofs Zinngießer

Die Statistik wies für die Gemeinde Schwarzenberg 2010 39 land- und forstwirtschaftliche Betriebe aus. Darunter befanden sich 14 Haupterwerbsbetriebe und 25 Nebenerwerbsbetriebe. Die Gesamtbetriebszahl war gegenüber 1999 um 10 Betriebe bzw. 20 Prozent gesunken, wobei insbesondere die Anzahl der Nebenerwerbsbetriebe stark rückläufig war. Gemeinsam bewirtschafteten die Betriebe 2010 insgesamt 640 Hektar Fläche, wobei 59 Prozent der Fläche von Vollerwerbsbauern, 41 Prozent von Nebenerwerbslandwirten bewirtschaftet wurden. Die Durchschnittsfläche der Vollerwerbsbauern lag dabei mit 27,1 Hektar deutlich über dem Bezirksschnitt (34,7 Hektar) bzw. oberösterreichischen Durchschnitt von 33,8 Hektar.

### Verkehr und Infrastruktur
Schwarzenberg wird durch die Dreisesselbergstraße (L 580) an das höherrangigen Verkehrsnetz angebunden. Die Dreisesselbergstraße verbindet dabei das Zentrum von Schwarzenberg mit der Gemeinde Klaffer am Hochficht im Südosten sowie mit der Ortschaft Lackenhäuser (Gemeinde Neureichenau, Landkreis Freyung-Grafenau) im Westen. In der Gemeinde Klaffer zweigt von der Dreisesselbergstraße zudem die Hinteranger Bezirksstraße (L 1560) ab, die durch den Süden des Gemeindegebietes von Schwarzenberg führt und Schwarzenberg mit der deutschen Gemeinde Breitenberg (Landkreis Passau).

### Tourismus
Im Sommer unterwegs auf einem der zahlreichen Wanderwege in Schwarzenberg, trifft man auf viele Zeugen der Vergangenheit – Jahrhunderte alte Bäume, Steinernes Meer, besondere Kraftplätze in der Natur – jeder von ihnen erzählt seine eigene Geschichte. Bei einem reichen Angebot an Wanderwegen hat der begeisterte Wanderer die Qual der Wahl. Schwarzenberg bietet Wanderwege in verschiedensten Schwierigkeitsgraden und Längen, da ist für jeden etwas dabei.
Besonders erlebenswert sind die grenzüberschreitenden Touren in die angrenzenden Nationalparks Bayerischer Wald und Sumava im tschechischen Teil des Böhmerwaldes. Schwarzenberg ist auch Ausgangspunkt für Weitwanderwege wie der Weg der Entschleunigung.
Das nördlichste Skigebiet Oberösterreichs ist das Skigebiet Hochficht. Das in Klaffer liegende Gebiet Hochficht wurde nach Schwarzenberg hin erweitert. Langlaufloipen und eine präparierte Rodelwiese im Ortszentrum laden bei guter Schneelage zum Sporteln ein.

### Bildungszentrum für Chinesische Medizin und Lebenspflege
Seit ca. 30 Jahren bietet das LaoShan Zentrum Ausbildungen uns Seminare im Bereich der TCM an. Der Grundsatz des Programmes des LaoShan Zentrums ist die Förderung der Lebenskraft durch die eigene Initiative und Entfaltung der Selbstheilungsfähigkeit des Menschen. Durch die bewusste Förderung und Pflege der menschlichen Gesundheit im Alltag werden zahlreiche krankmachende psychosomatische Beschwerden mit steigender Lebensqualität angemessen und von Grund auf beseitigt. Kernkompetenzen sind Lebenspflege, QiGong, Meditation, TuiNaAnMo und Akupunktur.

## Politik

### Gemeinderat

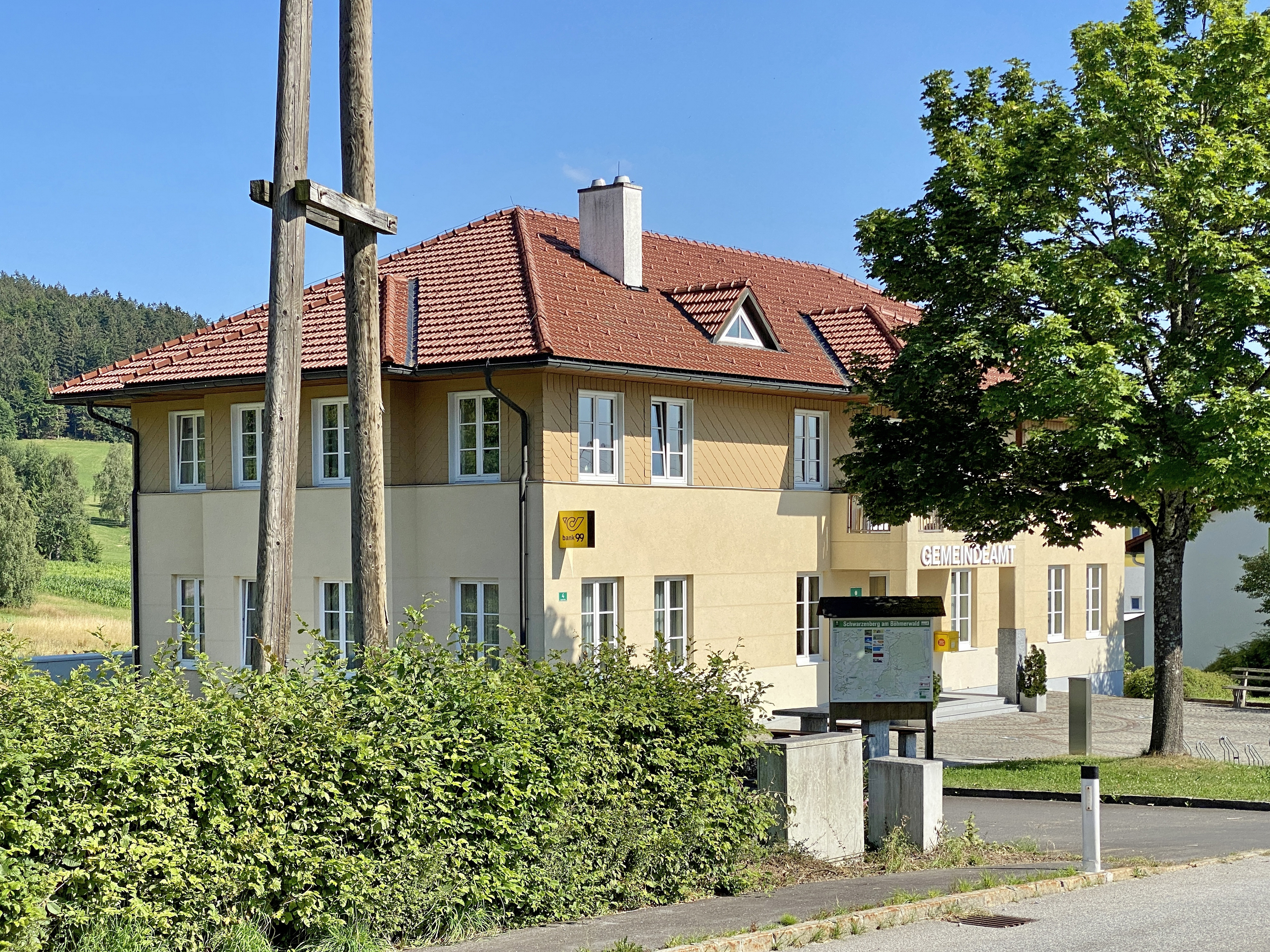
Gemeindeamt von Schwarzenberg am Böhmerwald

Der Gemeinderat als oberstes Gremium der Gemeinde umfasst 13 Sitze und wird alle sechs Jahre im Zuge oberösterreichweiter Gemeinderatswahlen gewählt. Der Gemeindevorstand setzt sich aus drei Mitgliedern zusammen.
Stärkste Fraktion im Gemeinderat von Schwarzenberg ist seit jeher die ÖVP, die in der Zeit seit 1945 immer die absolute Stimmen- und Mandatsmehrheit erzielte bzw. mit drei Ausnahmen auch immer über eine Zweidrittelmehrheit verfügte. Zweitstärkste Partei im Gemeinderat von Schwarzenberg war immer die SPÖ, die 1945 noch 26,9 Prozent erreichte und 1949 auf 2,8 Prozent abstürzte. Danach kandidierte die SPÖ 1955 nicht und konnte zwischen 1961 und 1985 Ergebnisse zwischen 18,8 und 25,7 Prozent erreichen. 1991 kam sie mit 13,6 Prozent auf ihr bisher schlechtestes Ergebnis. Die FPÖ trat erstmals 1979 in Schwarzenberg an und konnte auf Anhieb 15,1 Prozent erreichen.
- Mit den Gemeinderats- und Bürgermeisterwahlen in Oberösterreich 1997 hatte der Gemeinderat folgende Verteilung: 10 ÖVP, 2 SPÖ und 1 FPÖ.[11]
- Mit den Gemeinderats- und Bürgermeisterwahlen in Oberösterreich 2003 hatte der Gemeinderat folgende Verteilung: 10 ÖVP und 3 SPÖ.[12]
- Mit den Gemeinderats- und Bürgermeisterwahlen in Oberösterreich 2009 hatte der Gemeinderat folgende Verteilung: 10 ÖVP und 3 SPÖ.[13]
- Mit den Gemeinderats- und Bürgermeisterwahlen in Oberösterreich 2015 hatte der Gemeinderat folgende Verteilung: 9 ÖVP, 3 FPÖ und 1 SPÖ.[14]
- Mit den Gemeinderats- und Bürgermeisterwahlen in Oberösterreich 2021 hat der Gemeinderat folgende Verteilung: 13 ÖVP.[15]

### Bürgermeister
Der Bürgermeister wird seit 1997 in einer Direktwahl bestimmt, wobei es bei keiner absoluten Mehrheit für einen Kandidaten zu einer Stichwahl kommt. Die erste Direktwahl konnte der seit 1991 amtierende Bürgermeister Ernst Greiner (ÖVP) mit 77,3 Prozent im ersten Wahlgang gegen den Kandidaten der SPÖ für sich entscheiden. Greiner kandidierte 2003 nicht mehr, woraufhin sein Parteikollege Bernhard Hain mit 64,4 Prozent gegen den SPÖ-Kandidaten gewann. Hain wurde bei der Wahl 2009 mit 88,2 Prozent ohne Gegenkandidaten im Amt bestätigt.
Bürgermeister seit 1850:
| Amtszeit  | Name                | Amtszeit  | Name                  |
| --------- | ------------------- | --------- | --------------------- |
| 1850–1864 | Johann Neundlinger  | 1938      | Otto Schacherreiter   |
| 1864–1867 | Johann Schmöller    | 1938      | Ferdinand Hornat jun. |
| 1867–1876 | Raimund Kaspar      | 1938–1945 | Max Staub             |
| 1876–1882 | Johann Mair         | 1945–1947 | Johann Kasper         |
| 1882–1910 | Norbert Autengruber | 1947–1949 | Ludwig Deutschbauer   |
| 1910–1913 | Ignaz Stadlbauer    | 1949–1973 | Adolf Krieg           |
| 1913–1919 | Rudolf Hutterer     | 1973–1991 | Alois Obermüller      |
| 1919–1922 | Johann Groiß        | 1991–2003 | Ernst Greiner         |
| 1922–1933 | Johann Kasper       | 2003–2015 | Bernhard Hain         |
| 1933–1938 | Josef Kasper        | ab 2015   | Michael Leitner       |

### Sonstige Wahlen
Wie bei Gemeinderatswahlen dominiert die ÖVP auch bei Landtagswahlen in der Gemeinde, wobei die Dominanz der ÖVP seit 1945 etwas zurückging. So erreichte die ÖVP zwischen 1945 und 1991 mit Ergebnissen zwischen 68,0 und 79,5 Prozent immer eine Zweidrittelmehrheit. Das beste Wahlergebnis verzeichnete die ÖVP im Jahr 1955. 1997 kam die ÖVP mit einem Minus von rund fünf Prozent auf 65 Prozent, 2003 und 2009 auf rund 62 Prozent. Die SPÖ kam in Schwarzenberg zwischen 1945 1991 auf Ergebnisse zwischen 18,9 und 29,9 Prozent, wobei ihr Spitzenergebnis aus dem Jahr 1967 stammt. Nachdem die SPÖ 1991 nur auf 17,3 Prozent kam, konnte sie 2003 wieder 24,6 Prozent erreichen, womit sie wie bei allen bisherigen Wahlen den zweiten Platz belegte. Die FPÖ kam zwischen 1945 und 1985 auf maximal 3,3 Prozent, lediglich 1979 lag das Wahlergebnis mit 6,2 Prozent etwas höher. 1991 kam die FPÖ auf 8,8 Prozent, 1997 auf 13,7 Prozent und 2003 wieder auf 8,4 Prozent. Bei der letzten Landtagswahl 2009 erreichte die ÖVP mit 61,6 Prozent wieder den ersten Platz, die FPÖ wurde mit ihrem bisher besten Ergebnis von 16,3 Prozent erstmals zweitstärkste Kraft. Die SPÖ verlor mehr als neun Prozent und wurde mit 15,3 nur mehr drittstärkste Kraft. Die Grünen schnitten mit 3,4 im Landesvergleich stark unterdurchschnittlich ab.

### Wappen
Die Gemeinde Schwarzenberg am Böhmerwald bestimmte mit Beschluss des Gemeinderats am 10. Juni 1983 die Gestaltung des Gemeindewappens sowie die Gemeindefarben (Grün-Weiß-Schwarz). Das Wappen wurde in der Folge durch Beschluss der oberösterreichischen Landesregierung vom 12. September 1983 verliehen bzw. die Gemeindefarben genehmigt. Der Entwurf des Wappens stammt von Franz Haudum aus Wilhering. Die Blasonierung des Wappens lautet: „In Grün über einem schwarzen, von einer silbernen Leiste gesäumten Dreiberg ein silbernes, kelchförmiges Glas.“ Der untere Teil des Wappens spielt durch den schwarzen Dreiberg sowohl auf den Ortsnamen als auch auf die geographische Lage der Gemeinde am Südabhang des Böhmerwaldmassivs mit dem Dreisesselberg im Dreiländereck an. Die grüne Grundfarbe des Wappenschildes steht für die starke Bewaldung des Gemeindegebietes, das „Schlägler Glas“ erinnert an die vom Stift Schlägl 1638 errichtete Glashütte „Sonnenschlag“ mit der die Rodung und die eigentliche Besiedlung der Gegend von Schwarzenberg begann.

## Persönlichkeiten

### Söhne und Töchter der Gemeinde
- Franz Xaver Schmid (1819–1883), Philosoph, Schriftsteller und Hochschullehrer
- Jordan Koller (1858–1918), Bildhauer und Mitarbeiter bei Josef Kepplinger in Ottensheim[20]
- Viktor Schauberger (1885–1958), Förster und Erfinder
- Zyrill Fischer (1892–1945), Franziskanerpater und Widerstandskämpfer
- Friedrich Langthaler (1893–1949), Postbeamter, Politiker und Mitglied des Bundesrates
- Josef Reitinger (1922–1994), Prähistoriker und oberösterreichischer Landesarchäologe
- Manfred Krendl (1933–2000), Angestellter und Politiker
- Franz Wöss (* 1958), Formel-3-Fahrer und Teaminhaber

### Mit der Gemeinde verbundene Persönlichkeiten
- Karl Lugmayer (1892–1972), Philosoph, Politiker und Volksbildner[21]
- Adalbert Stifter (1805–1868), Schriftsteller[21]